# Colby (Kansas)
Colby é uma cidade localizada no estado americano de Kansas, no Condado de Thomas.

## Demografia
Segundo o censo americano de 2000, a sua população era de 5450 habitantes.
Em 2006, foi estimada uma população de 4922, um decréscimo de 528 (-9.7%).

## Geografia
De acordo com o United States Census Bureau tem uma área de
8,6 km², dos quais 8,6 km² cobertos por terra e 0,0 km² cobertos por água. Colby localiza-se a aproximadamente 962 m acima do nível do mar.

## Localidades na vizinhança
O diagrama seguinte representa as localidades num raio de 36 km ao redor de Colby.